# 石割由紀人
石割 由紀人（いしわり ゆきと、男性、1970年8月18日 - ）は、日本の公認会計士、税理士、経営者である。東京都出身。登録政治資金監査人（登録番号第472番）でもある。

## 経歴
- 1970年 東京都生まれ
- 1989年 法政大学第二高等学校卒業
- 1993年 法政大学経営学部卒業
- 1995年 公認会計士試験第二次試験合格、中央青山監査法人（現・PwCあらた有限責任監査法人）入所
- 2002年 日本アジア投資株式会社（日本プライベートエクイティ株式会社）入社
- 2003年 石割公認会計士事務所設立
- 2008年 株式会社駐車場綜合研究所（マザーズ）非常勤監査役就任
- 2015年 ブティックス株式会社（マザーズ）監査役就任
- 2015年 Gemstone税理士法人設立 入所
- 2021年 株式会社スマートバリュー（東証一部）取締役就任

## 著書

### 単著
- ベンチャーキャピタルからの資金調達術 VCがお金を出したくなるビジネスプランのつくり方（ぱる出版2006年2月1日発行）ISBN 978-4827202342
- 株式公開を成功に導く資本政策立案マニュアル（中央経済社2008年7月発行）ISBN 978-4502969409
- ベンチャーキャピタルによる新産業創造（共著）（中央経済社2011年8月発行）ISBN 978-4502687808

### 共著等
- 全面解禁された「ストックオプション」のこんな活用法（経営者会報8月号2002年8月発行：日本実業出版社）
- 中小企業のM&A戦略 MBOを利用した事業承継手法（税理士新聞2003年7月15日発行：NP通信社）
- 中小企業のM&A戦略 M&A、MBO税務戦略（税理士新聞2003年7月25日発行：NP通信社）
- フィットネスクラブ（スポーツクラブ）の株式公開のための資本政策（フィットネスビジネス2004年11月発行）
- M&A、MBOという選択肢（商工ジャーナル4月号：日本商工経済研究所2005年4月1日発行）
- 株主の権利と持ち株比率の留意点（JPN MANAGEMENT 2005 09-10：ジャパン・プレジデンツ・ネットワーク2005年9月発行）
- 人気20職種のトップランナーが語る仕事に必要な「力」（キャリアガイダンス6月号2006年6月12日発行：リクルート進学総研）
- MBOを活用した事業承継を検討しよう（税務弘報2007年9月号：中央経済社）
- 非上場化MBOの事例（税務弘報2008年10月号：中央経済社）
- 保有目的区分変更の留意点（税務弘報2009年8月号：中央経済社）
- 「デジタルコンテンツ・アプリ販売における注意ポイント」（2011年10月号：税務経理協会）
- 税理士事務所の人材採用・育成・管理（税務弘報2019年7月号：中央経済社）
- できる人材の採用と定着のポイント（税務弘報2019年12月号：中央経済社）
- 注目を集める「信託型ストックオプション」、その使い方や長所短所を資本政策のプロ・石割由紀人氏に聞いた（BRIDGE：2021年4月10日）

## 講演
- 事業再編・事業承継とMBO (Management Buyout) について（日本開発工学会2003年4月23日）
- ベンチャー企業のための会計（日本大学大学院グローバルビジネス研究課2003年10月）
- 非上場会社の株式評価（大成建設横浜営業所2004年9月）
- 事例に学ぶ経営分析（産業能率大学経営学部講師 前期講義2007年4月～8月）
- 税理士が知っておきたい「国際会計基準」～今さら聞けないIFRS～（2010年11月16日：株式会社InspireConsulting(現株式会社KACHIEL)）
- 株式上場を成功に導く資本政策について（2011年7月5日：みずほ証券株式会社）
- ベンチャー企業の資本政策のうまくいっている企業とうまくいっていない企業（2019年1月12日：イノベーションアクセル関西会）
- 信託型ストップオプション検討のチェックポイント（2020年9月23日：Start Pass）
- 知らなきゃ損する！？会社を設立すると関係してくる税金について（2020年12月18日：TOKYO創業ステーション）
- スタートアップの資本政策を理解する（2020年12月11日：EY新日本有限責任監査法人）
- 知らなきゃ損する⁉ フリーランス、個人事業主に必要な税金について（2021年4月6日：TOKYO創業ステーション）
- 有償新株予約権型コンバーティブル・エクイティの活用（2021年5月24日：日本IPO実務検定協会）
- スタートアップの資本政策を理解する（2021年8月11日：East Ventures）
- 知らないとまずい！インボイス制度がフリーランス／副業者に及ぼす影響と対策について（2022年2月2日：株式会社ソレクティブ）
- 絶対に失敗しない資本政策＆資金調達セミナー（2022年4月11日：日本スタートアップ支援協会）
- インボイス制度が企業実務に与える影響と対策（2022年6月3日：日本IPO実務検定協会）
- 投資家との会話にも必要な資本政策・資金調達の仕組み-上場準備会社における株価算定実務とストックオプション評価とは？-（2022年9月12日：日本スタートアップ支援協会）
- スタートアップ向けファイナンス勉強会（2022年12月8日：AND ON SHINAGAWA）